# Omna-Auto
Omna-Auto Inc. war ein US-amerikanischer Hersteller von Automobilen.

## Unternehmensgeschichte
Alan Gerard gründete in den 1970er Jahren zusammen mit seinen Söhnen Alan Jr. und Klee das Unternehmen in Seattle im Bundesstaat Washington. Sie begannen mit der Produktion von Automobilen und Kit Cars. Der Markenname lautete Omna, evtl. mit dem Zusatz Auto. 1977 endete die Produktion. Gerard gründete daraufhin Gerard Coach.
Andere Quellen geben den Produktionszeitraum mit 1970 bis etwa 1985 oder mit etwa 1980 bis 1985 an, aber zu der Zeit gab es schon Gerad Coach.

## Fahrzeuge
Im Angebot standen preisgünstige Bausatzfahrzeuge auf Fahrgestellen vom VW Käfer. Der Rumbleseat Roadster ähnelte einem Renault der 1910er Jahre. Die Karosserie bestand aus Fiberglas. Das Fahrzeug blieb ein Einzelstück.
Der Oldbug war ein Nutzfahrzeug im Stil der 1900er Jahre. Das Fahrerhaus war seitlich offen. Hiervon entstanden etwa fünf bis zehn Exemplare.
Der Bugbox hatte einen Kastenaufbau hinter der B-Säule, während die Front vom VW Käfer unverändert blieb. Das Modell fand zehn Käufer.
Der Flatbed war ein VW Käfer mit Pritsche. Mit 400 verkauften Exemplaren war dies das erfolgreichste Modell.